# Koks i komakassen
Koks i komakassen var navnet på et børneprogram på Østjyllands Radio i slutningen af 1980'erne og begyndelsen af 1990'erne. 
I programmet blev der bl.a. opfyldt lytteres musikønsker indtalt på programmets automatiske telefonsvarer.
Programmets kendingsmelodi var Baltimoras "Tarzan Boy".
 Der er for få eller ingen kildehenvisninger i denne artikel, hvilket er et problem. Du kan hjælpe ved at angive troværdige kilder til de påstande, som fremføres i artiklen.

| Radio | Spire Denne artikel om radio eller radioprogrammer er en spire som bør udbygges. Du er velkommen til at hjælpe Wikipedia ved at udvide den. |